# 尾形真実哉
尾形 真実哉（おがた まみや、1977年-）は、日本の経営学者。甲南大学経営学部教授。学位は、博士（経営学）(神戸大学)。

## 人物
1977年宮城県生まれ。
2002年明治大学経営学部を卒業後、2007年神戸大学大学院経営学研究科博士後期課程修了。
2007年3月25日、博士（経営学）の学位を取得(授与番号:甲第3846号)。博士論文タイトルは「キャリア初期における組織社会化の複眼的分析」である。研究キーワードは組織行動論、キャリア初期、組織社会化、組織社会化戦術である。
2007年4月、甲南大学経営学部講師に着任した。2009年より甲南大学経営学部経営学科准教授。
2016年4月より甲南大学経営学部経営学フィールド教授。甲南大学バスケットボール部女子部部長である。
大学での担当科目は経営組織論である。

主としてリーダーシップ、モチベーション、キャリア、人材育成など、組織で働く個人に焦点を当てて研究活動を進めている。
尾形ゼミではゼミ生の協働作業を中心に、ディスカッションを通じて課題をこなしていく。ゼミ3年制は武蔵大学、法政大学など全国の他大学のゼミナールと共同研究発表会を開催している。
2014年に人材育成学会論文賞を受賞した。

著書『人材育成大全』(共著)では第9章「組織社会化研究の展望と日本型組織社会化」第14章「新人研修」を執筆分担した。
2011年7月24日、日本労務学会関西部会で「キャリア初期における人材育成改革：コア人材に育成するためのアクションリサーチ」のテーマで講演した。

2016年3月5日、日本キャリアデザイン学会関西部会で「若年就業者の組織への適応課題と適応促進要因」のテーマで講演した。
2017年6月29日、ラーニング・マスターズ株式会社主催の「組織⾏動に関するデータを⼈材育成に活⽤するための勉強会」で⼈材開発、組織開発に関わる業務の担当者向けに講演する。

## 主な所属学会
- 組織学会
- 経営行動科学学会
- 人材育成学会
- 日本経営学会
- 日本労務学会